# HD 76230
HD 76230，又名CD-51 3303，SAO 236362、HR 3542，是一颗恒星，视星等为6.39，位于銀經270.8，銀緯-4.83，其B1900.0坐标为赤經8h 49m 38.9s，赤緯-51° -4.83′ 3″。